# Rubiá
Rubiá è un comune spagnolo di 1 734 abitanti situato nella comunità autonoma della Galizia.